# Iphitus tuberatus
Iphitus tuberatus is een slakkensoort uit de familie van de Epitoniidae. De wetenschappelijke naam van de soort is voor het eerst geldig gepubliceerd in 1883 door Jeffreys.